# Pârâul Peștilor
Pârâul Peștilor este un curs de apă, afluent al Pârâului Negru. 